# 아덴 압둘레 오스만 다르
아덴 압둘라 오스만 다르(소말리어: Aadan Cabdulle Cismaan Daar, 1908년 12월 9일 ~ 2007년 6월 8일)는 소말리아의 초대 대통령이다.

## 어린 시절
다르는 1908년 벨레드웨이네의 하위예족 가정에서 태어났다.

## 정치 경력

### 소말리 청년당
다르는 1944년 소말리아의 독립을 위한 운동을 벌인 민족주의적 단체인 소말리 청년당에 가입했다. 다르는 1946년 벨레드웨이네 지부의 사무관이 되었다. 10년 후 입법부 의회의 회장이 되었고, 2년동안 소말리 청년당을 이끌게 되었다.

### 대통령 재임
소말리아는 1960년 독립을 얻었고, 다르는 민족주의적 인물로서 전국적으로 유명함을 얻었다. 다르는 대통령직에 당선됐다.
1967년 대통령 선거에서 다르는 그의 전 총리인 압디라시드 알리 샤르마르케에게 졌다. 다르는 1967년 6월 10일 대통령직에서 물러났고, 아프리카의 국가 원수 중 민주적으로 선출된 후임자에게 평화롭게 권력을 이양한 첫 번째 인물이 됐다.
그러나 압디라시드 알리 샤르마르케는 2년 뒤 자신의 경호원 중 한명에게 암살당하고, 샤르마르케의 장례식 후 이틀 뒤 소말리아군은 무혈 쿠데타를 일으켜 시아드 바레가 정권을 잡았다.

### 소말리아 내전
1990년 소말리아 내전의 시작과 함께 다르와 약 백여 명의 정치인들은 폭력성에 관한 염려를 표출한 매니페스토에 서명했다. 그는 즉시 체포됐고 1년 뒤 시아드 바레 정권이 붕괴될 때까지 수감됐다.

## 말년
석방 후, 다르는 소말리아 남부 자날레에 있는 자신의 농장에서 시간을 보냈다.
2007년 5월 22일 다르가 케냐 나이로비의 한 병원에서 사망했다는 오보가 나왔다. 그러나 그는 2007년 6월 8일 99세의 나이로 사망했다.
과도 연방 정부는 21일의 애도 기간을 선포하고 국장으로 그의 장례를 치렀다. 또한 그를 기리기 위해 모가디슈 국제 공항의 이름을 아덴 아데 국제 공항으로 바꾸었다.